# Choking Victim
Choking Victim — американская панк-группа, сформированная в Нью-Йорке и существовавшая в 1992—1999 годах. Сами участники группы называли свою музыку крэк рокстеди (смесь краст-панка, ска-кора и блэк-метал). Сразу после выхода их единственного студийного альбома No Gods, No Managers группа распалась, дав начало
Leftover Crack.

## История
Группа стала известной благодаря своей интересной музыке и скандальной лирике: в их песнях говорится об атеизме, сквоттинге, шоплифтинге, антирасизме, антиглобализме. «Choking Victim» выражали нежалание поклоняться кому-либо, используя различные сатанинские образы, что являлось протестом обществу потребления, «серой массе».
Choking victim распались сразу же после выхода их альбома No Gods, No Managers. После распада Стизза Крэк и Ezra сформировали группу Leftover Crack, а Skwert и Ezra — INDK. Scwert в настоящее время — лидер ска-панк-группы Public Serpents. Саша последние годы занимается сельским хозяйством в провинции Нью-Йорка.
11 Ноября 2000 года Choking Victim воссоединились, чтобы дать концерт в Томпкинс-сквер-парке. Позже, в 2005 году, группа воссоединилась во второй раз, дав четыре концерта. В конце июля 2006 они совершают тур по Доминиканской Республике, перед тем как Leftover Crack отправляются в Европу.
Кроме Leftover Crack и INDK, участники Choking Victim образовали группы Morning Glory и Crack Rock Steady 7.
Все эти коллективы входят в так называемый LoC Family.

## Дискография

### Альбомы
- «No Gods, No Managers» (1999)

### EP
- «Crack Rock Steady» (1993)
- «Squatta’s Paradise» (1996)
- «Victim Comes Alive» (1997)

### Демо
- «Crack Rock Steady Demo» (2000)

### Сборники
- «Crack Rock Steady/Squatta’s Paradise EP» (2000)
- «Wicked City Soundtrack» — 1998, Velvel Records («Fuck America»)
- «Give 'Em The Boot» — 1997, Hellcat Records («Infested»)
- «Give 'Em The Boot II» — 1999, Hellcat Records («Crack Rock Steady»)
- «Ska Sucks» — 1998, Liberation Records («Suicide (a better way)»)
- «Smash Ignorance Up» — 1998, Possible Problem Records («Money»)
- «Skanarchy III» — 1997, Elevator Records («Born to Die»)
- «Picklemania NYC» — 199?, Riot Records («500 Channels»)
- «Finding a Voice: A Benefit For Humans» — 1999 Repetitively Futile Records («Sweet Dreams»)